# Scipione Ammirato
Scipione Ammirato (Lecce, Pulla 1531 - Florència, 1601), va ser un historiador, funcionari públic, filòsof polític i escriptor italià.
Scipione Ammirato seguí la carrera eclesiàstica, i com a historiògraf de la cort de Cosme I de Mèdici escriví la monumental obra Istorie Fiorentine (1600-41), seguint un mètode analític i documental. Cal notar també, d’entre les seves obres, els Opuscoli, recollits i publicats entre el 1637 i el 1642, i Discorsi sopra Cornelio Tacito (1574), obra política, influïda per les idees de la Contrareforma.